# IC 1964
IC 1964 је спирална галаксија у сазвјежђу Мрежица која се налази на листи објеката дубоког неба у Индекс каталогу.
Деклинација објекта је - 53° 10' 22" а ректасцензија 3h 33m 30,2s. Привидна величина (магнитуда) објекта IC 1964 износи 15,8 а фотографска магнитуда 16,6. IC 1964 је још познат и под ознакама ESO 155-52, PGC 13173.